# Adrian (Michigan)
Adrian és una ciutat del comtat de Lenawee a l'estat de Michigan (EUA). És la capital del comtat. En el cens de 2010 tenia 21.133 habitants i una densitat poblacional de 1.007,1 persones per km².2. El 1950 apareixia amb 18.393 habitants. Està situada a uns 90 km de Detroit i fou fundada el 1825.